# Нисан Лийф
„Нисан Лийф“ (Nissan Leaf) е модел средни (сегмент C) електрически автомобили на японската марка „Нисан“, произвеждан в две последователни поколения от 2010 година насам.
В надпреварата за Световен автомобил на годината и Европейски автомобил на годината през 2011 г. заема първо място, което го прави първият електрически автомобил, който печели титлата. Цената на автомобила през 2010 г. е около 30 000 €.

## Първо поколение – ZE0 (2010 – 2017)
Има 24 kWh литиевойонна батерия, която тежи 218 kg и осигурява 121 km пробег (по правилата на EPA). Модел 2011 минава средно 120 km, а модел 2013, който е олекотен и оптимизиран, издържа средно 135 km. Гаранцията на батерията на „Лийф“ е за срок от осем години или 160 000 km. Гаранцията покрива дефекти в материалите и изработката, но не обхваща постепенна загуба на капацитета на батерията, както и не покрива повреди или повреда в резултат от неспазване на превантивните действия, препоръчани в инструкцията за експлоатация на „Лийф“ за собственика на литиевойонната батерия, като например излагането на колата на температури над 49 °C в продължение на повече от 24 часа, или съхраняване на колата при температури под минус 25 °C в продължение на 7 дни. При пускането на автомобила през май 2010 г. батерията струва около 18 000 щатски долара. Към 2015 г. струва около 7000 долара. При връщане на старата батерия струва 5499 долара.
Продажбите през 2010 г. са 50, през 2011 – 22 144, 2012 – 26 973, 2013 – 47 716, 2015 – 61 507. Общите продажби към май 2015 г. са над 180 000, като от тях около 80 000 са в САЩ, следвани от Япония с около 53 500 и Европа с над 41 500 броя. По това време „Нисан Лийф“ е най-продаваният електромобил, като след него се нарежда „Тесла Модел S“ със 78 334 продажби.

## Второ поколение – ZE1 (2017 – ...)
През октомври 2017 г. Nissan пуска ново поколение на Leaf в Япония, а доставките в САЩ и Европа започват през февруари 2018 г. През 2018 г. продажбите по света достигат рекордно ниво от 87 149 броя, която е трето след Tesla Model 3 и BAIC EC-Series.
От 2019 г. се предлага вариантът Leaf e+ (Leaf Plus в Северна Америка). Той има по-голяма, 62 kWh батерия, осигуряваща пробег от 364 km с едно зареждане и нов двигател с мощност 150 kW (с 33% по-мощен).